# Malpolon monspessulanus
Il colubro lacertino (Malpolon monspessulanus (Hermann, 1804)), o colubro di Montpellier, è un serpente ampiamente diffuso nella regione mediterranea, appartenente alla famiglia Lamprophiidae. Come per gli altri membri della sottofamiglia degli Psammofini presenta una bocca dotata di denti velenosi nella parte posteriore delle mascelle (Opistoglifi) che usa per cacciare inoculandolo in piccole prede, veleno che risulta comunque insufficiente e di debole tossicità per esseri viventi di grossa taglia, uomo compreso. È il più grande serpente opistoglifo europeo.

## Descrizione
Questo grosso serpente, in alcuni esemplari adulti, può superare i 220 cm di lunghezza, sebbene di norma sia più piccolo e raramente superi i 180 cm. Il suo corpo muscoloso può raggiungere un diametro considerevole negli esemplari più grossi e più vecchi. Il dimorfismo sessuale è molto accentuato, con maschi nettamente più grandi delle femmine.
Sulla testa spicca la presenza di due occhi grandi e dalla pupilla rotonda, che conferiscono al colubro lacertino l'aspetto di un serpente pericoloso dallo sguardo penetrante e sono protetti da cosiddette «sopracciglia» formate da estensioni laterali delle squame cefaliche.
La testa, d'altra parte, in proporzione è piccola e il muso appuntito, mentre la bocca è relativamente grande. I denti, che appaiono molto numerosi nelle mandibole, sono rivolti all'interno, disposizione che permette all'animale una migliore presa quando caccia. Nella parte superiore della mandibola, vi sono altri denti più grossi con i quali il serpente inocula il veleno nella preda (ha quindi una dentatura opistoglifa).
Gli esemplari adulti presentano una colorazione variabile, ma in genere basata su tonalità di verde, marrone e grigio; alcuni individui conservano traccia dell'antico disegno cromatico giovanile, mentre altri presentano tonalità più scure nella parte anteriore del corpo, che a volte può apparire addirittura completamente nera.

## Biologia
Le dimensioni considerevoli consentono al colubro lacertino di catturare una gran varietà di prede, sebbene le preferenze varino in base all'età e alle dimensioni stesse degli individui: da giovane l'alimentazione si basa su lucertole e piccoli sauri, ma crescendo la dieta si arricchisce di sauri più grossi, topi, ratti, uccelli di terra e addirittura conigli, catturati all'interno delle loro tane. La tecnica di cattura varia a seconda della preda.
A volte è sufficiente un morso a uccidere la vittima, che verrà poi ingoiata intera; ciò nonostante, con prede di grandi dimensioni il serpente deve attendere che il veleno, molto meno potente di quello di altre specie di serpenti quali le vipere o i cobra, faccia effetto. In questo lasso di tempo il colubro lacertino stringe la preda con la bocca e vi si avvolge intorno cercando di soffocarla. Avvelenata e soffocata, la preda muore in pochi minuti, dopodiché inizia la fase di deglutizione, in cui l'animale viene introdotto in bocca sempre dalla parte della testa, per rendere più semplice il passaggio nella prima parte dell'apparato digerente.
La digestione è lenta e dopo un pasto abbondante il serpente deve ritirarsi a riposare, mentre i succhi gastrici fanno il loro compito. Per diversi giorni quindi non catturerà altre prede e trascorrerà gran parte del tempo al sole, per mantenere la temperatura più adatta per le funzioni vitali.
Essendo opistoglifo, ed essendo il suo veleno relativamente debole, non è fonte di pericolo per gli esseri umani.

## Distribuzione e habitat
Questo serpente è un grande predatore delle regioni mediterranee, aride o semiaride caratterizzate dalla presenza di cespugli e rocce, ma non di rado lo si trova in ambienti antropizzati, in aree coltivate e addirittura nelle regioni sabbiose delle coste coperte di canneti e vegetazione palustre. La sua area di diffusione comprende la Penisola Iberica, la Francia meridionale, l'isola di Lampedusa, la Liguria occidentale e centrale (fino a 800 m) compresa l'Isola Gallinara, i Balcani, il Nordafrica e il Medio Oriente. A Lampedusa, in Nordafrica e in Medio Oriente è presente la sottospecie Malpolon monspessulanus insignitus, nei Balcani Malpolon monspessulanus fuscus; in Liguria, Francia, Penisola Iberica e Gibilterra è invece presente la sottospecie nominale Malpolon monspessulanus monspessulanus. Nelle aree dove è presente in genere è un serpente molto comune, soprattutto nelle zone costiere.